# Gånghester
Gånghester is een plaats in de gemeente Borås in het landschap Västergötland en de provincie Västra Götalands län in Zweden. De plaats heeft 910 inwoners (2005) en een oppervlakte van 99 hectare. Gånghester ligt ongeveer drie kilometer ten oosten van de stad Borås. De plaats wordt omringd door bos en hier heeft het ook zijn naam aan te danken, Hester is een Oudzweeds woord voor een jong loofbos en Gång betekent kleine weg of pad.
De bebouwing in de plaats bestaat voor het grootste deel uit vrijstaande huizen, maar er zijn ook een aantal flats te vinden. In de plaats staat ook een kapel, die stamt uit 1957 en bestaat uit baksteen.

## Verkeer en vervoer
Bij de plaats lopen de Riksväg 27 en Riksväg 41.

## Geboren
- Lucas Eriksson (10 april 1996), wielrenner
- Jacob Eriksson (1 oktober 1999), wielrenner